# Paul di Resta
Paul di Resta (Uphall, 1986. április 16. –) brit autóversenyző, a DTM 2010-es bajnoka, 2011-től 2013-ig a Sahara Force India Formula–1-es csapat versenyzője.

## Pályafutása

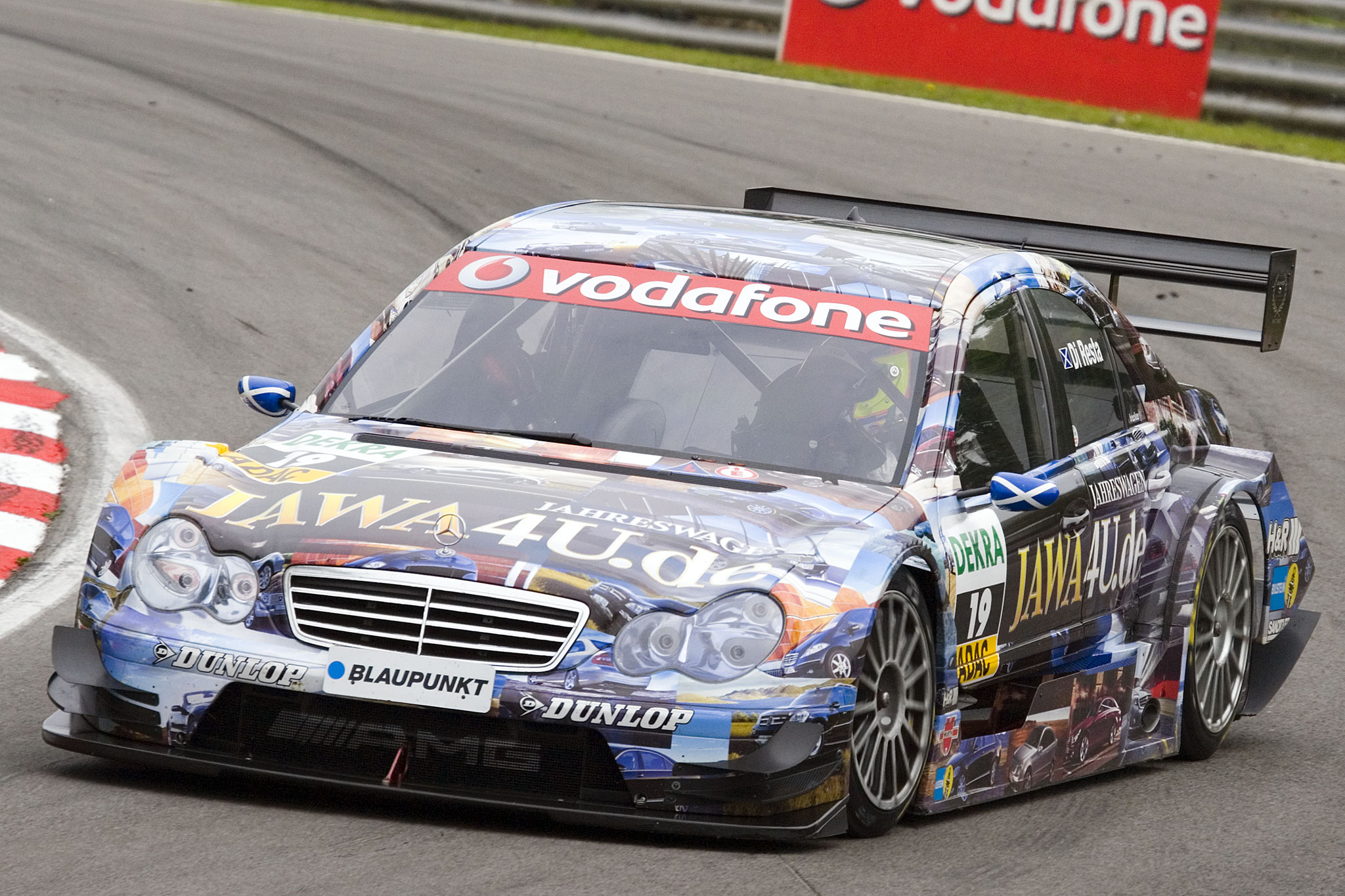
2007-ben a német túraautó-bajnokság egy futamán

Pályafutását gokartozással kezdte. 1994 és 2001 között különböző gokart bajnokságokban szerepelt.
2003-ban és 2004-ben a brit Formula Renault sorozatban versenyzett. Első évében a hetedik, míg a második szezonjában a harmadik helyen végzett. 2006-ban megnyerte a Formula–3 Euroseries bajnokságot, továbbá győzött a Masters of Formula–3 viadalon.

### DTM
2007-től a német túraautó-bajnokságban versenyzett. A 2007-es szezonban legjobb újoncként az ötödik helyen végzett. 2008-ban két versenyen lett első és további ötször volt dobogós. Végül a második helyen zárta az évet, négy pont hátrányban a bajnok Timo Scheider mögött. 2009-ben egy győzelemmel és két dobogós helyezéssel a harmadik helyen zárt az összetett értékelésben.
2010-ben továbbra is a DTM-ben szerepelt, ahol sikerült megnyernie a bajnokságot.

### Formula–1

#### 2010

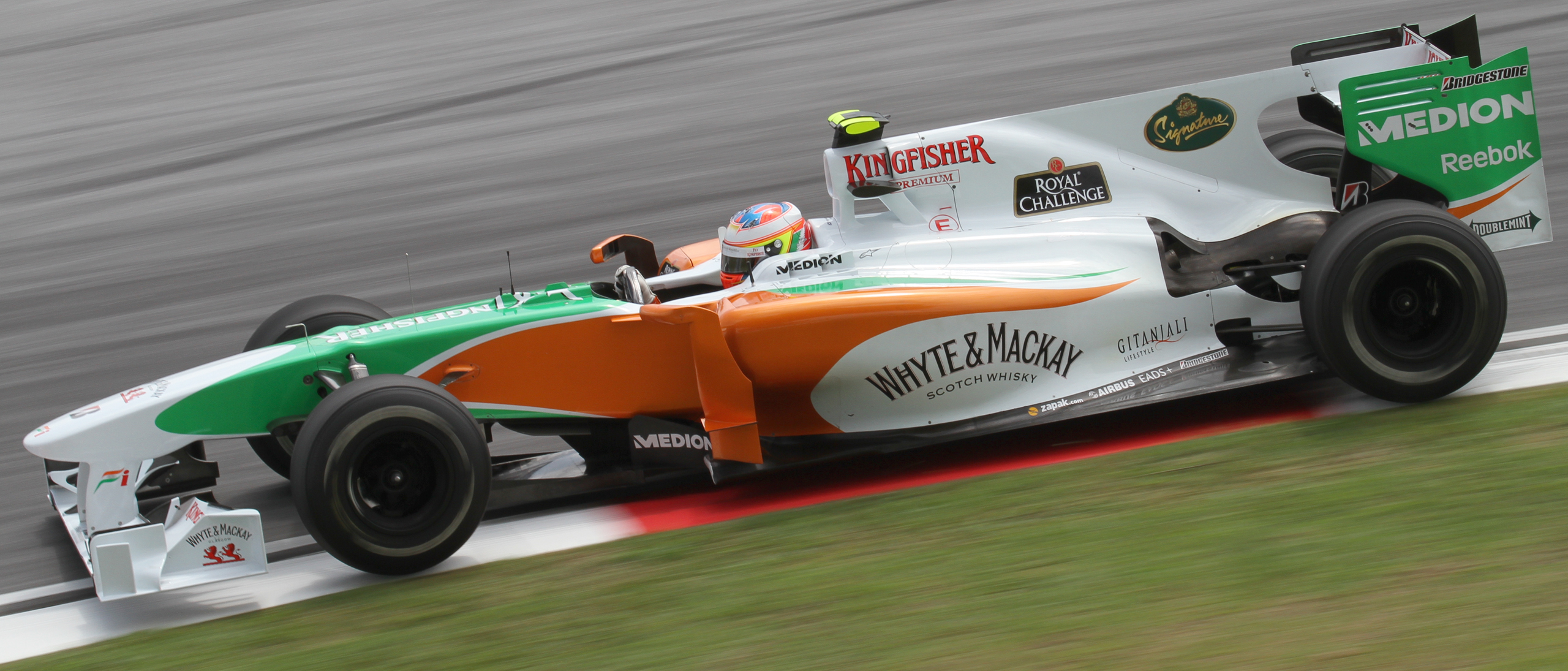
Di Resta tesztelés közben a 2010-es maláj nagydíjon.

Di Resta a Formula–1-es Force India csapat tesztpilótája lett, több nagydíj pénteki szabadedzésén is részt vett.

#### 2011

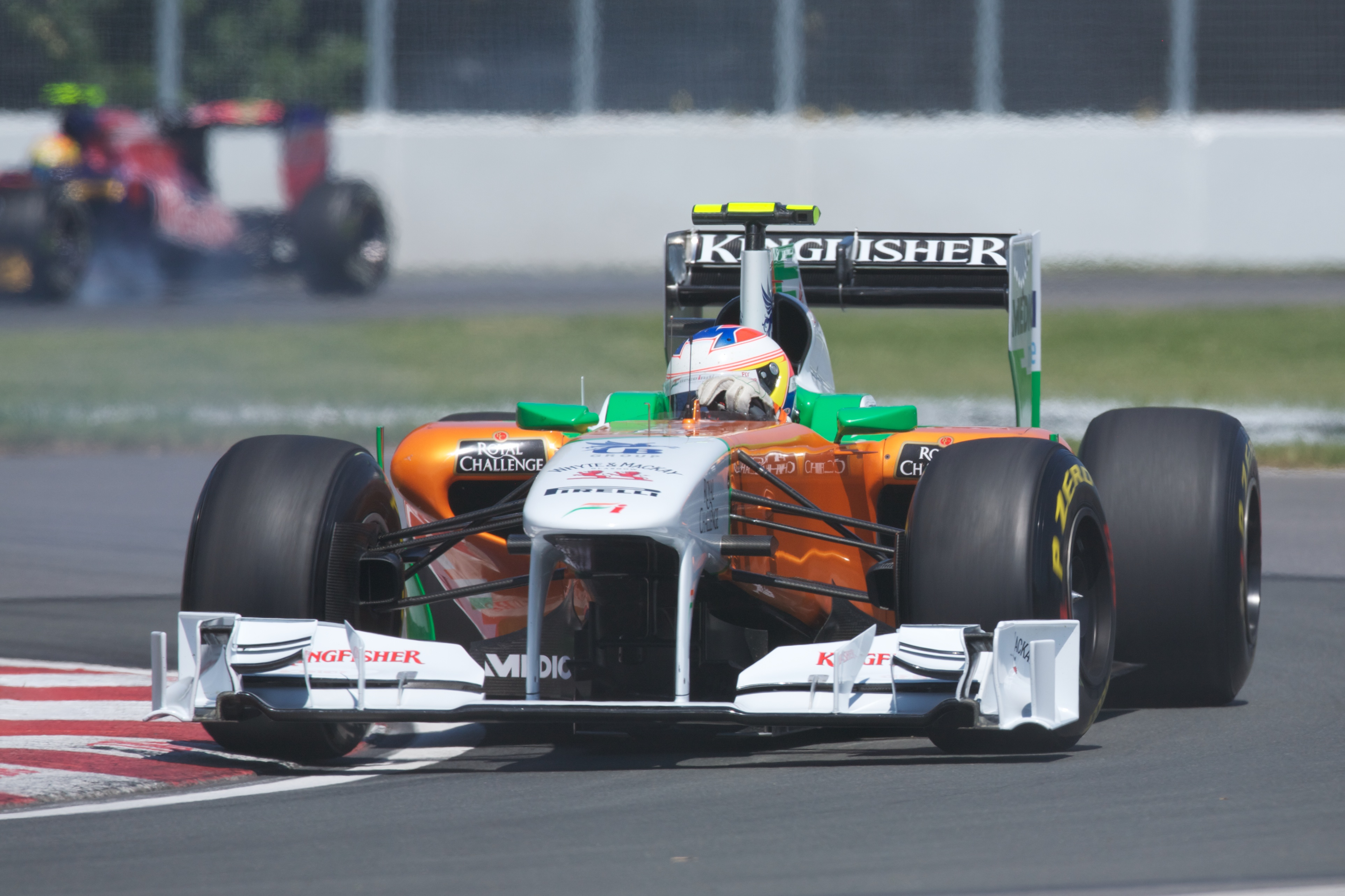
Di Resta a 2011-es kanadai nagydíjon.

2011. január 26-án a Force India bejelentette, hogy 2011-ben Adrian Sutil mellett Paul di Resta versenyez a csapatban. Első két világbajnoki futamát a pontszerző 10. helyen fejezte be. Kínában sikerült először a Q3-ba bejutnia, de végül csak a 11. helyen ért célba, majd Törökországban egy bokszhiba miatt kiállni kényszerült a versenyből. Spanyolországban és Monacóban a 12. helyen végzett. Kanadában ütközött Nick Heidfelddel és boxutca-áthajtásos büntetést kapott, majd a 67. körben összetörte autóját.
A következő három futamon sem sikerült pontot szereznie. A magyar nagydíjon a hetedik helyen ért célba és 6 pontot szerzett nagyszerű teljesítményével. A következő futamon nem sikerült neki a pontszerzés, mivel a 11. helyen ért célba. Olaszországban a nyolcadik, majd Szingapúrban a hatodik helyen intették le, és ezzel újabb fontos pontokat szerzett. Az utolsó 5 futamból 3 futamon is sikerült neki a pontszerzés.
Di Resta a szezon a 13. helyen zárta 27 megszerzett ponttal. Csapattársa, a német Adrian Sutil 42 pontot szerezve a 9. helyen végzett a világbajnokságban.

#### 2012

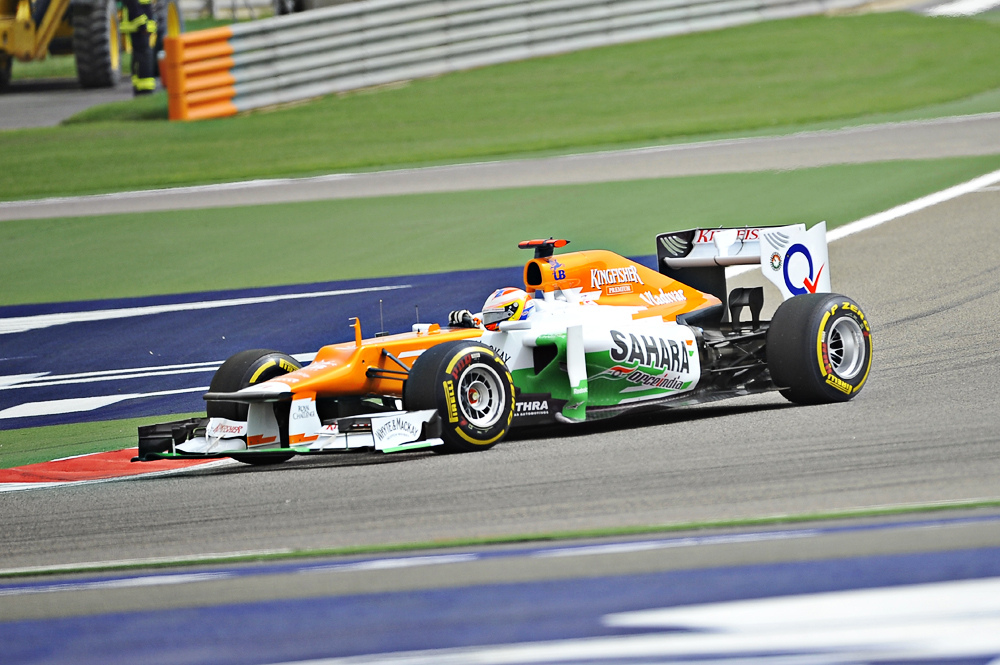
Di Resta a 2012-es bahreini nagydíjon.

2011. december 16-án bejelentették, hogy marad a Force Indiánál, de új csapattársa lesz Nico Hülkenberg személyében.
A szezon első versenyén Ausztráliában a tizedik helyen ért célba, mivel az utolsó körben megelőzte Jean-Éric Vergnet és Nico Rosberget. A maláj nagydíjon a tizennegyedik helyre kvalifikálta magát az időmérőn és a versenyen a hetedik helyen ért célba. Kínában tizenkettedik lett. Bahreinben a Q3-ba kvalifikálta magát annak ellenére, hogy a Force India kihagyta a második szabadedzést, mivel előtte az embereikre támadtak bahreini merénylők. A versenyen két kiállásos taktikával a hatodik helyen ért célba. Spanyolországban a tizennegyedik helyen intették le, így nem sikerült pontot szereznie. A szingapúri nagydíjat remek versenyzéssel eddigi karrierje legjobb Formula–1-es eredményét produkálva a 4. helyen zárta. Az abu-dzabi nagydíjon a 39. körben belekeveredett egy négyes karambolba, amiből szerencsésen jött ki és végül a 9. helyen zárta a nagydíjat.

#### 2013

##### Szezon előtt

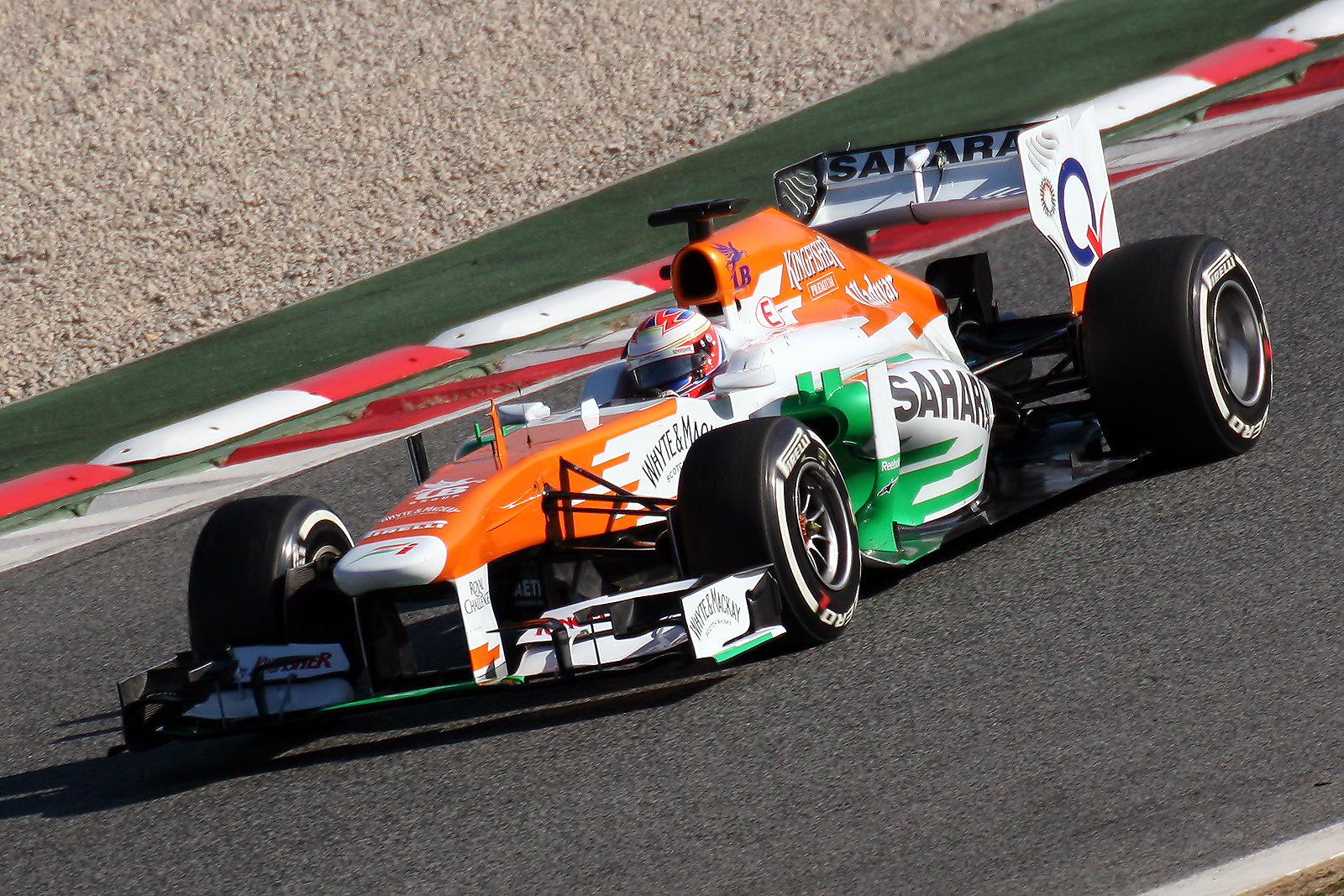
Paul Di Resta a 2013-as autójában.

A szezonrajt előtt nyilatkozatában elmondta, hogy nagy nyomást helyez saját magára, ugyanis fontos lesz, hogy idén jobb teljesítményt érjen el, mint az elmúlt szezonban. Másik nyilatkozatában kifejtette, hogy őszintén meglepődött, amikor kiderült, hogy ismét Adrian Sutil lesz a csapattársa.

##### Ausztrál nagydíj
Az idény első futamának, az ausztrál nagydíjnak a időmérő kvalifikációs edzése gyorsan száradó nedves pályán zajlott le, de így is a 9. helyről startolhatott, mindössze 1,898 másodperccel lemaradva az első helyezett Sebastian Vettel idejétől. A versenyen kiegyensúlyozott teljesítménnyel végül a 8. helyen végzett közvetlenül csapattársa mögött.

##### Maláj nagydíj
A második futamon, a maláj nagydíjon a meghibásodott kerékanyák miatt a 22. körben fel kellett adnia a versenyt.

#### 2017
A 2017-ben a Williams csapat tartalékpilótája volt. A magyar nagydíjon Felipe Massa a szabadedzések során rosszullétre panaszkodott, betegsége miatt nem tudta vállalni a nagydíjon való részvételt, így Paul di Resta kapta meg a lehetőséget, hogy részt vegyen a Hungaroringen megrendezett időmérő edzésen és a futamon. Az időmérő edzésen a 19. helyen végzett.

## Eredményei

### Teljes Brit Formula Renault eredménylistája
(Táblázat értelmezése)

(Félkövér: pole-pozícióból indult; dőlt: leggyorsabb kört futott) 

| Év   | Csapat             | 1       | 2        | 3       | 4       | 5       | 6        | 7       | 8       | 9       | 10       | 11      | 12      | 13     | 14      | 15     | 16      | 17      | 18      | 19      | 20      | Helyezés | Pont |
| ---- | ------------------ | ------- | -------- | ------- | ------- | ------- | -------- | ------- | ------- | ------- | -------- | ------- | ------- | ------ | ------- | ------ | ------- | ------- | ------- | ------- | ------- | -------- | ---- |
| 2003 | Eurotek Motorsport | SNE1 8  | SNE2 22  | BRH 6   | THR 13  | SIL 13  | ROC Ki   | CRO1 10 | CRO2 9  | DON1 6  | DON2 9   |         |         |        |         |        |         |         |         |         |         | 7.       | 233  |
| 2003 | Team JVA           |         |          |         |         |         |          |         |         |         |          | SNE 6   | BRH1 8  | BRH2 6 | DON1 19 | DON2 6 | OUL1 1  | OUL2 2  |         |         |         | 7.       | 233  |
| 2004 | Manor Motorsport   | THR 1 3 | THR 2 Ki | BRH 1 7 | BRH 2 4 | SIL 1 2 | SIL 2 Ki | OUL 1 9 | OUL 2 5 | THR 1 4 | THR 2 Ki | CRO 1 2 | CRO 2 6 | KNO 1  | KNO 2 3 | BRH 1  | BRH 2 1 | SNE 1 4 | SNE 2 5 | DON 1 5 | DON 2 1 | 3.       | 415  |

### Teljes Formula–3 Euroseries eredménylistája
(Táblázat értelmezése)

(Félkövér: pole-pozícióból indult; dőlt: leggyorsabb kört futott) 

| Év   | Csapat           | 1        | 2        | 3        | 4        | 5         | 6        | 7       | 8       | 9       | 10       | 11      | 12       | 13       | 14       | 15       | 16      | 17       | 18        | 19       | 20        | Helyezés | Pont |
| ---- | ---------------- | -------- | -------- | -------- | -------- | --------- | -------- | ------- | ------- | ------- | -------- | ------- | -------- | -------- | -------- | -------- | ------- | -------- | --------- | -------- | --------- | -------- | ---- |
| 2005 | Manor Motorsport | HOC 1 Ki | HOC 2 17 | PAU 1 14 | PAU 2 Ni | SPA 1 Kiz | SPA 2 5  | MON 1 8 | MON 2 6 | OSC 1 4 | OSC 2 4  | NOR 1 3 | NOR 2 8  | NÜR 1 23 | NÜR 2 Ki | ZAN 1 14 | ZAN 2 5 | LAU 1 Ki | LAU 2 Kiz | HOC 1 Ki | HOC 2 Kiz | 10.      | 32   |
| 2006 | ASM Formule 3    | HOC 1 3  | HOC 2 Ki | LAU 1 2  | LAU 2 3  | OSC 1     | OSC 2 14 | BRH 1   | BRH 2 5 | NOR 1   | NOR 2 18 | NÜR 1 2 | NÜR 2 13 | ZAN 1    | ZAN 2 14 | CAT 1 10 | CAT 2 6 | BUG 1    | BUG 2 6   | HOC 1 Ki | HOC 2 6   | 1.       | 86   |

### Teljes DTM eredménylistája
(Táblázat értelmezése)

(Félkövér: pole-pozícióból indult; dőlt: leggyorsabb kört futott) 

| Év   | Csapat                        | 1        | 2        | 3        | 4        | 5        | 6         | 7        | 8        | 9        | 10        | 11       | 12       | 13       | 14       | 15       | 16       | 17       | 18       | 19      | 20       | Helyezés | Pont |
| ---- | ----------------------------- | -------- | -------- | -------- | -------- | -------- | --------- | -------- | -------- | -------- | --------- | -------- | -------- | -------- | -------- | -------- | -------- | -------- | -------- | ------- | -------- | -------- | ---- |
| 2007 | Persson Motorsport            | HOC1 5   | OSC 2    | LAU 2    | BRH Ki   | NOR 15   | MUG 3     | ZAN 14   | NÜR 6    | CAT 3    | HOC2 8    |          |          |          |          |          |          |          |          |         |          | 5.       | 32   |
| 2008 | HWA Team                      | HOC1 13  | OSC 4    | MUG 2    | LAU 1    | NOR 5    | ZAN 7     | NÜR 2    | BRH 2    | CAT 1    | BUG 2     | HOC2 2   |          |          |          |          |          |          |          |         |          | 2.       | 71   |
| 2009 | HWA Team                      | HOC1 5   | LAU 4    | NOR 7    | ZAN 6    | OSC 4    | NÜR Ki    | BRH 1    | CAT 7    | DIJ 2    | HOC2 3    |          |          |          |          |          |          |          |          |         |          | 3.       | 45   |
| 2010 | HWA Team                      | HOC1 4   | VAL 5    | LAU 2    | NOR 10   | NÜR 2    | ZAN 2     | BRH 1    | OSC 1    | HOC2 1   | ADR 9     | SHA 2    |          |          |          |          |          |          |          |         |          | 1.       | 71   |
| 2014 | HWA Team                      | HOC 14   | OSC 4    | HUN 18   | NOR 15   | MSC Ki   | SPL 18    | NÜR 4    | LAU Ki   | ZAN Ki   | HOC 4     |          |          |          |          |          |          |          |          |         |          | 15.      | 36   |
| 2015 | HWA AG                        | HOC 1 3  | HOC 2 22 | LAU 1 14 | LAU 2 15 | NOR 1 Ki | NOR 2 6   | ZAN 1 Ki | ZAN 2 14 | SPL 1 3  | SPL 2 9   | MSC 1 14 | MSC 2 15 | OSC 1 13 | OSC 2 6  | NÜR 1 12 | NÜR 2    | HOC 1 4  | HOC 2 4  |         |          | 8.       | 90   |
| 2016 | Mercedes-Benz DTM Team HWA II | HOC 1 4  | HOC 2 1  | SPL 1 7  | SPL 2 15 | LAU 1 13 | LAU 2 21† | NOR 1 3  | NOR 2 4  | ZAN 1 15 | ZAN 2 8   | MSC 1 2  | MSC 2 20 | NÜR 1 6  | NÜR 2 Ki | HUN 1 Ki | HUN 2 13 | HOC 1 10 | HOC 2 3  |         |          | 5.       | 116  |
| 2017 | Mercedes-AMG Motorsport       | HOC 1 8  | HOC 2 6  | LAU 1 16 | LAU 2 13 | HUN 1    | HUN 2 6   | NOR 1 11 | NOR 2 6  | MSC 1 14 | MSC 2 Kiz | ZAN 1 7  | ZAN 2 Ki | NÜR 1 2  | NÜR 2    | SPL 1 11 | SPL 2 9  | HOC 1 14 | HOC 2 16 |         |          | 11.      | 99   |
| 2018 | Mercedes-AMG Motorsport REMUS | HOC 1 7  | HOC 2 9  | LAU 1 6  | LAU 2 4  | HUN 1    | HUN 2 5   | NOR 1 4  | NOR 2 6  | ZAN 1 2  | ZAN 2 3   | BRH 1 16 | BRH 2 1  | MIS 1    | MIS 2 6  | NÜR 1 18 | NÜR 2    | SPL 1 4  | SPL 2 4  | HOC 1 8 | HOC 2 14 | 3.       | 233  |
| 2019 | R-Motorsport I                | HOC 1 Ki | HOC 2 7  | ZOL 1 8  | ZOL 2 Ni | MIS 1 16 | MIS 2 Ki  | NOR 1 12 | NOR 2 Ki | ASS 1 14 | ASS 2 8   | BRH 1 14 | BRH 2 14 | LAU 1 13 | LAU 2 Ki | NÜR 1 12 | NÜR 2 Ni | HOC 1 7  | HOC 2 Ni |         |          | 16.      | 21   |

† A versenyt nem fejezte be, de helyezését értékelték, mert a versenytáv több, mint 90%-át teljesítette.
* A szezon jelenleg is zajlik.

### Teljes Formula–1-es eredménysorozata
(Táblázat értelmezése)

(Félkövér: pole-pozícióból indult; dőlt: leggyorsabb kört futott) 

| Év   | Csapat      | 1      | 2      | 3      | 4      | 5      | 6      | 7       | 8      | 9      | 10      | 11     | 12     | 13      | 14     | 15     | 16     | 17     | 18     | 19     | 20      | Helyezés | Pont |
| ---- | ----------- | ------ | ------ | ------ | ------ | ------ | ------ | ------- | ------ | ------ | ------- | ------ | ------ | ------- | ------ | ------ | ------ | ------ | ------ | ------ | ------- | -------- | ---- |
| 2010 | Force India | BHR    | AUS Tp | MAL Tp | CHN Tp | ESP Tp | MON    | TUR     | CAN    | EUR Tp | GBR Tp  | GER    | HUN Tp | BEL     | ITA Tp | SIN    | JPN    | KOR    | BRA    | UAE    |         | —        | —    |
| 2011 | Force India | AUS 10 | MAL 10 | CHN 11 | TUR Ki | ESP 12 | MON 12 | CAN 18† | EUR 14 | GBR 15 | GER 13  | HUN 7  | BEL 11 | ITA 8   | SIN 6  | JPN 12 | KOR 10 | IND 13 | UAE 9  | BRA 8  |         | 13.      | 27   |
| 2012 | Force India | AUS 10 | MAL 7  | CHN 12 | BHR 6  | ESP 14 | MON 7  | CAN 11  | EUR 7  | GBR Ki | GER 11  | HUN 12 | BEL 10 | ITA 8   | SIN 4  | JPN 12 | KOR 12 | IND 12 | UAE 9  | USA 15 | BRA 19† | 14.      | 46   |
| 2013 | Force India | AUS 8  | MAL Ki | CHN 8  | BHR 4  | ESP 7  | MON 9  | CAN 7   | GBR 9  | GER 11 | HUN 18† | BEL Ki | ITA Ki | SIN 20† | KOR Ki | JPN 11 | IND 8  | UAE 6  | USA 15 | BRA 11 |         | 12.      | 48   |
| 2017 | Williams    | AUS    | CHN    | BHR    | RUS    | ESP    | MON    | CAN     | AZE    | AUT    | GBR     | HUN Ki | BEL    | ITA     | SIN    | MAL    | JPN    | USA    | MEX    | BRA    | UAE     | —        | 0    |

† A versenyt nem fejezte be, de helyezését értékelték, mert a versenytáv több, mint 90%-át teljesítette.

### Le Mans-i 24 órás autóverseny
| Év   | Csapat                | Csapattárs                     | Autó                  | Kategória | Kör | Összetett Helyezés | Kategória Helyezés |
| ---- | --------------------- | ------------------------------ | --------------------- | --------- | --- | ------------------ | ------------------ |
| 2018 | United Autosports     | Phil Hanson Filipe Albuquerque | Ligier JS P217-Gibson | LMP2      | 288 | Kiesett            | Kiesett            |
| 2019 | United Autosports     | Phil Hanson Filipe Albuquerque | Ligier JS P217-Gibson | LMP2      | 365 | 9.                 | 4.                 |
| 2020 | United Autosports     | Phil Hanson Filipe Albuquerque | Oreca 07-Gibson       | LMP2      | 370 | 5.                 | 1.                 |
| 2021 | United Autosports     | Alex Lynn Wayne Boyd           | Oreca 07-Gibson       | LMP2      | 361 | 9.                 | 4.                 |
| 2023 | Peugeot TotalEnergies | Jean-Éric Vergne Mikkel Jensen | Peugeot 9X8           | Hypercar  | 330 | 8.                 | 8.                 |
| 2024 | Peugeot TotalEnergies | Loïc Duval Stoffel Vandoorne   | Peugeot 9X8           | Hypercar  |     |                    |                    |

### Teljes WeatherTech SportsCar Championship eredménysorozata
| Év   | Csapat                | Osztály | Kasztni        | Motor                 | 1      | 2     | 3   | 4   | 5   | 6     | 7   | 8   | 9   | 10  | Helyezés | Pont |
| ---- | --------------------- | ------- | -------------- | --------------------- | ------ | ----- | --- | --- | --- | ----- | --- | --- | --- | --- | -------- | ---- |
| 2018 | United Autosports     | P       | Ligier JS P217 | Gibson GK428 4.2 L V8 | DAY 4  | SEB 5 | LBH | MDO | DET | WGL 4 | MOS | ELK | LGA | PET | 27.      | 82   |
| 2024 | United Autosports USA | LMP2    | Oreca 07       | Gibson GK428 V8       | DAY 11 | SEB   | WGL | MOS | ELK | IMS   | PET |     |     |     | 11.      | 226  |

### Teljes Ázsiai Le Mans-széria eredménysorozata
| Év      | Csapat            | Osztály | Kasztni      | Motor                  | 1     | 2     | 3     | 4     | Helyezés | Pont |
| ------- | ----------------- | ------- | ------------ | ---------------------- | ----- | ----- | ----- | ----- | -------- | ---- |
| 2018–19 | United Autosports | LMP2    | Ligier JS P2 | Nissan VK45DE 4.5 L V8 | SHA 2 | FUJ 2 | CHA 1 | SEP 2 | 1.       | 80   |
| 2022    | United Autosports | LMP2    | Oreca 07     | Gibson GK428 4.2 L V8  | DUB   | DUB   | ABU 1 | ABU 1 | HN‡      | 0‡   |
| 2023    | United Autosports | LMP2    | Oreca 07     | Gibson GK428 4.2 L V8  | DUB 5 | DUB 7 | ABU 5 | ABU 5 | 7.       | 36   |

‡ Nem szerezhettek pontokat egy korábban megrendezett privát teszt miatt a Yas Marina Circuiten.

### Teljes FIA World Endurance Championship eredménysorozata
(Táblázat értelmezése)

(Félkövér: pole-pozícióból indult; dőlt: leggyorsabb kört futott) 

| Év      | Csapat                | Osztály  | Autó        | Motor                  | 1      | 2     | 3     | 4      | 5     | 6      | 7     | 8     | Helyezés | Pont |
| ------- | --------------------- | -------- | ----------- | ---------------------- | ------ | ----- | ----- | ------ | ----- | ------ | ----- | ----- | -------- | ---- |
| 2019–20 | United Autosports     | LMP2     | Oreca 07    | Gibson GK428 4.2 L V8  | SIL Ki | FUJ   | SHA 3 | BHR 1  | COA 1 | SPA 1  | LMS 1 | BHR 4 | 2.       | 175  |
| 2021    | United Autosports USA | LMP2     | Oreca 07    | Gibson GK428 4.2 L V8  | SPA    | ALG 3 | MNZ   | LMS    | BHR   | BHR    |       |       | 16.      | 23   |
| 2022    | United Autosports     | LMP2     | Oreca 07    | Gibson GK428 4.2 L V8  | SEB 1  | SPA   | LMS   |        |       |        |       |       | 11.      | 38   |
| 2022    | Peugeot TotalEnergies | Hypercar | Peugeot 9X8 | Peugeot 2.6 L Turbo V6 |        |       |       | MNZ Ki | FUJ 4 | BHR Ki |       |       | 10.      | 12   |
| 2023    | Peugeot TotalEnergies | Hypercar | Peugeot 9X8 | Peugeot 2.6 L Turbo V6 | SEB 9  | ALG 7 | SPA 8 | LMS 6  | MNZ 3 | FUJ 8  | BHR 9 |       | 8.       | 51   |
| 2024    | Peugeot TotalEnergies | Hypercar | Peugeot 9X8 | Peugeot 2.6 L Turbo V6 | QAT    | IMO   | SPA   | LMS    | SÃO   | COA    | FUJ   | BHR   | *        | *    |

* A szezon jelenleg is zajlik.